# Egyházmarót
Egyházmarót (szlovákul: Kostolné Moravce) Hontmarót településrésze, korábban önálló falu Szlovákiában, a Besztercebányai kerületben, a Korponai járásban.

## Fekvése
Korponától 18 km-re északnyugatra fekszik.

## Története
Vályi András szerint "Apát Marót, és Házas Marót. Két tót falu Hont Várm. Apát Marótnak földes Ura a’ Religyiói Kintstár, postája is vagyon, amannak pedig földes Urai több urak, lakosai katolikusok, és reformátusok, fekszenek Nádasnak szomszédságában, és annak filiáji, földgyeik közép termékenységűek, Házas Marótnak legelője van elég, szőlő hegye jó, de egyik féle fája sints."
Fényes Elek szerint "Maróth (Egyházas), Morawcse Kosztolne, tót falu, Honth vmegyében, 46 kath., 203 evang. lak. Evang. templom. Több uri lakházak. Van jó bort termő szőlőhegye, gesztenyéje, elégséges legelője, erdeje. I. Károly, I. Lajos és Corvin Mátyás alatt város volt. F. u. többen."
1910-ben 351, többségben szlovák lakosa lakosa volt, jelentős magyar kisebbséggel. A trianoni békeszerződésig Hont vármegye Ipolysági járásához tartozott.